# Freydoun Malkom
Prinz Freydoun Malkom Khan (* 25. Dezember 1875 in London, Vereinigtes Königreich; † 4. Juni 1954 in Brighton, Vereinigtes Königreich) war ein iranischer Fechter.
Malkom, der in Paris lebte, nahm an den Olympischen Sommerspielen 1900 in Paris als einziger Athlet aus dem Iran teil. Somit gilt er als erster iranischer Olympionike. Malkom trat im Degenfechten an, schied jedoch im Viertelfinale aus.